# Leptobrachium mouhoti
Leptobrachium mouhoti är en groddjursart som beskrevs av Stuart, Sok och Neang Thy 2006. Leptobrachium mouhoti ingår i släktet Leptobrachium och familjen Megophryidae. IUCN kategoriserar arten globalt som otillräckligt studerad. Inga underarter finns listade i Catalogue of Life.